# Eggerland
Eggerland est un jeu vidéo de réflexion sorti en 1987 sur Famicom Disk System. Le jeu a été édité par HAL Laboratory.

## Scénario
Le joueur incarne le Prince Lolo qui doit sauver la princesse Lala. Le but du jeu est de résoudre les énigmes de chaque écran afin de passer au niveau suivant.
Certaines pièces contiennent un trésor dans une boîte, ainsi que de multiples blocs en forme de cœur. Afin d'ouvrir l'accès à la prochaine porte, il convient de collecter tous les trésors de la pièce. Toutefois, dans la plupart des pièces, il est nécessaire de déplacer certains blocs pour évoluer, rendant impossible de récupérer l'ensemble des blocs en forme de cœur qui font face à l'ennemi dans ladite pièce.

## À noter
Ce jeu est un portage du jeu Meikyū Shinwa sorti sur MSX. Les principales différences sont que le gameplay est légèrement plus rapide sur Famicom Disk System, les graphiques sont améliorés, la musique est différente, les sons ont été modifiés et il y a environ 20 pièces de plus.